# Голицын, Дмитрий Борисович
Светлейший князь Дми́трий Бори́сович Голи́цын (1851—1920) — генерал от кавалерии, герой русско-турецкой войны 1877—1878 годов, начальник императорской охоты. Активный член Русского охотничьего клуба и Общества правильной охоты. От его владений происходит название подмосковного города Голицыно, фактическим основателем которого он является, последний частный владелец усадьбы Вязёмы.

## Биография
Родился 5 (17) ноября 1851 года в семье генерал-адъютанта Бориса Дмитриевича Голицына (1819—1878) и Екатерины Васильевны Левашовой (1826—1853). Внук светлейшего князя Д. В. Голицына и графа В. В. Левашова.
Воспитывался в Англии и получил домашнее образование. Вступил в службу в 1870 году, служил в лейб-гвардии Гусарском полку.
Участвовал в Русско-турецкой войне 1877—1878 годов, был награждён Золотым оружием «За храбрость». В 1879—1881 годах участвовал в Среднеазиатских походах. В Хивинском походе был ранен при Геок-Тепе, за что получил орден Святого Георгия 4-й степени.
Чины: корнет (1871), поручик (1873), штабс-ротмистр (1875), флигель-адъютант (1876), ротмистр за боевые отличия со старшинством с 7.10.1877 (1878), подполковник (1879), полковник за боевые отличия со старшинством с 30.12.1880 (1881), генерал-майор с зачислением в Свиту Его Императорского Величества (за отличие, 30.08.1891), генерал-лейтенант (за отличие, 6.12.1899), генерал-адъютант (1901), генерал от кавалерии (за отличие, 6.12.1912) с назначением обер-егермейстером.
Командовал эскадроном, сотней, дивизионом, батальоном и 2-м Волгским (льготным) полком Терского казачьего войска.
17 ноября 1889 года был назначен начальником Императорской охоты, занимал эту должность вплоть до революции. С 1913 состоял членом Совета Главного управления государственного коннозаводства.
Был лицом приближенным к Николаю II. В переписке императорской семьи его имя часто значится как «Димка».
После Октябрьской революции эмигрировал. Жил на острове Принкипо (Турция) в Мраморном море, похоронен на кладбище местной православной церкви. По отзыву А. А. Половцева, был человек крайне скромный, застенчивый, утонченных форм вежливости в обращении.

## Награды

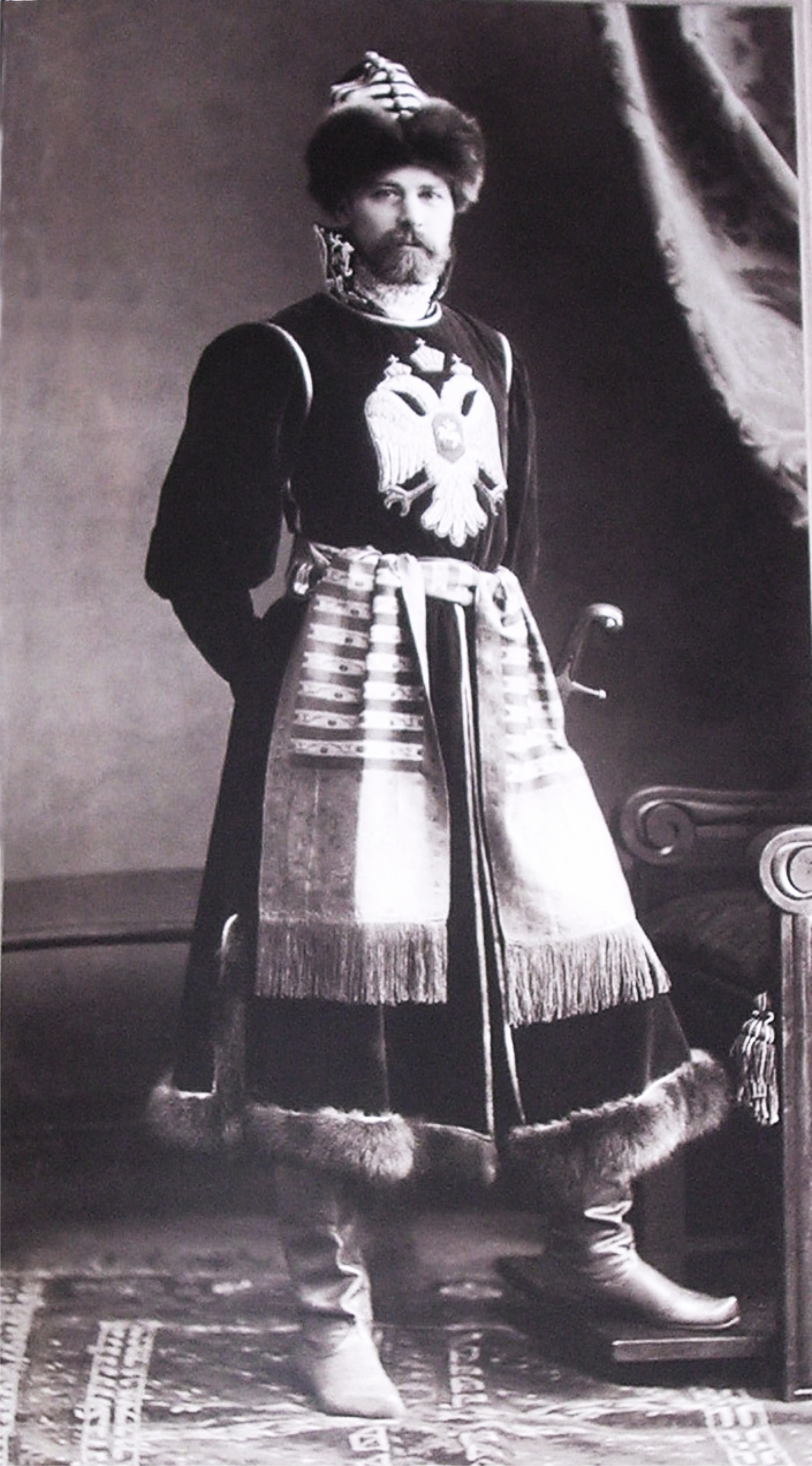
На костюмированном балу 1903 года

- Золотая сабля «За храбрость» (ВП: 08.12.1877)
- Орден Святого Владимира 4-й ст. с мечами и бантом (1877)
- Орден Святого Станислава 2-й ст. с мечами (1878)
- Орден Святой Анны 2-й ст. (1880)
- Орден Святого Владимира 3-й ст. с мечами (1881)
- Орден Святого Георгия 4-й ст. (ВП: 17.03.1882)
- Орден Святого Станислава 1-й ст. (1892)
- Орден Святой Анны 1-й ст. (1896)
- Орден Святого Владимира 2-й ст. с мечами (1904)
- Орден Белого Орла (1906)
- Орден Святого Александра Невского (10.4.1911)
- Бриллиантовые знаки к Ордену Святого Александра Невского (06.11.1914)

Иностранные:
- командорский крест ордена Карлоса III 3 ст. со звездой (Испания, 1883)
- большой крест ордена Данеброга (Дания, 1895)
- большой крест Королевы Виктории (Великобритания, 1896)
- большой крест ордена Саксен-Эрнестинского дома (Саксония, 1901)
- большой крест ордена Короны (Италия, 1903)
- большой офицерский крест ордена Почётного легиона (Франция, 1903)

## Семья

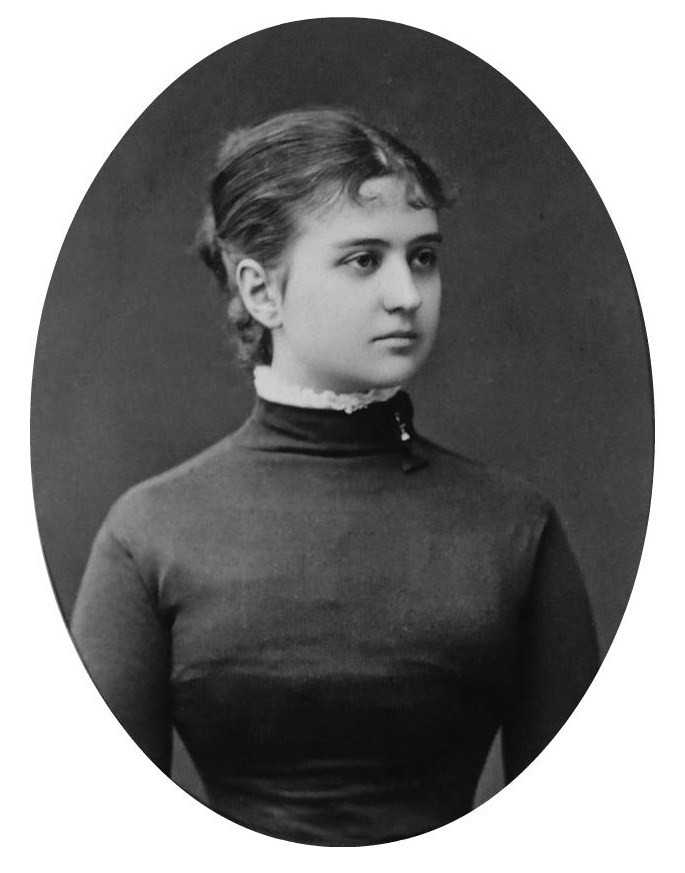
Екатерина Владимировна

Жена (с 15.01.1882) — графиня Екатерина Владимировна Мусина-Пушкина (24.11.1861—1944), дочь графа Владимира Ивановича Мусина-Пушкина от брака с Варварой Алексеевной Шереметевой; сестра Владимира Мусина-Пушкина. Родилась в Петербурге, крещена 3 декабря 1861 года в Симеоновской церкви при восприемстве графа А. И. Мусина-Пушкина и бабушки Е. С. Шереметевой, в честь которой и получила свое имя. Была первой девицей, сдававшей студенческие экзамены при Московском университете; с 1881 года фрейлина двора. Венчалась с князем Голицыным в Москве в церкви на Шереметевом дворе. Одевали и причесывали её в доме Шереметевых, где по обычаю собирали всех невест рода Шереметевых. По словам современницы, была очень красива, скорее худощава, но небольшого роста. Потом она очень растолстела, но всегда оставалась прелестной и женственной. За заслуги мужа 30 мая 1912 года была пожалована в кавалерственные дамы ордена Святой Екатерины (меньшого креста). Скончалась в эмиграции в Париже. Дети:
- Варвара (1885—1885)
- Екатерина (26.08.1889, Гатчина[4]— 1936, Нёйи-сюр-Сен) — крестница графа В. В. Мусина-Пушкина и Е. Б. Шереметевой; с 3 сентября 1910 года[5] супруга графа Георгия Александровича Шереметева (1887—1971, Лондон) (сына А. Д. Шереметева).
- Борис (24.01.1892, Гатчина[4] — 1919, Царицын) — крестник графа В. В. Левашова и А. А. Шереметевой; корнет лейб-гвардии Гусарского полка, участник Белого движения, убит в бою под Царицыным.
- Евдокия (07.12.1893, Гатчина[4] — 1964, Иерусалим) — крестница императрицы Марии Фёдоровны и С. А. Шереметева; в 1914—1916 годах сестра милосердия.
- Владимир (07.06.1902, Гатчина[6] — 1990, Мёдон) — крестник императрицы Марии Фёдоровны и великого князя Михаила Александровича, с 1926 года был женат на своей кузине графине Елизавете Владимировне Мусиной-Пушкиной (1904—1979), дочери графа В. В. Мусина-Пушкина.